# Pals
Pals é um município da Espanha na comarca de Baix Empordà, província de Girona, comunidade autónoma da Catalunha. Tem 25,81 km² de área e em 2021 tinha 2 516 habitantes (densidade: 97,5 hab./km²).
A histórica cidade de Pals fica numa colina rodeada por planícies e pertence à rede das Cidades Cittaslow.

## Demografia
| Variação demográfica do município entre 1991 e 2004 | Variação demográfica do município entre 1991 e 2004 | Variação demográfica do município entre 1991 e 2004 | Variação demográfica do município entre 1991 e 2004 |
| --------------------------------------------------- | --------------------------------------------------- | --------------------------------------------------- | --------------------------------------------------- |
| 1991                                                | 1996                                                | 2001                                                | 2004                                                |
| 1676                                                | 1770                                                | 2046                                                | 2261                                                |

## Património
- Torre das Horas (torre românica circular)
- Igreja de Sant Pere
- Mirador do Pedró